# Frenelle-la-Grande
Frenelle-la-Grande là một xã, nằm ở tỉnh Vosges trong vùng Grand Est của Pháp. Xã này có diện tích kilômét vuông, dân số năm 1999 là người. Xã này nằm ở khu vực có độ cao trung bình m trên mực nước biển.

## Biến động dân số
| 1962                                         | 1968 | 1975 | 1982 | 1990 | 1999 |
| -------------------------------------------- | ---- | ---- | ---- | ---- | ---- |
| 138                                          | 146  | 101  | 101  | 112  | 121  |
| Số liệu từ năm 1962: Dân số không tính trùng |      |      |      |      |      |